# Atalantia litoralis
Atalantia litoralis är en vinruteväxtart som beskrevs av Carl Karl Adolf Georg Lauterbach. Atalantia litoralis ingår i släktet Atalantia och familjen vinruteväxter. Inga underarter finns listade i Catalogue of Life.